# Charles-Joseph Marie Pitard-Briau
Charles-Joseph Marie Pitard-Briau ( 1873 - enero de 1928 ) fue un botánico, explorador y político francés.
Entre diciembre de 1904 y mayo de 1905 con L. Proust (1878-1959), dos inquietos intelectuales franceses, auspiciados por su gobierno, visitan Canarias. Fue Jefe de Trabajos Prácticos de la Facultad de Ciencias de Burdeos. En 1907, era profesor en la Escuela de Medicina y de Farmacia de Tours. Obtiene, en 1923, el Premio de Coincy por sus trabajos sobre la flora de Canarias y de Marruecos, también por sus aportes a la parte que firmó para las rubiáceas en la Flore générale de l’Indo-Chine.

## Algunas publicaciones

### Libros
- 1899. Tesis presentada a la Facultad de Ciencias de Paris... por J. Pitard,... Primera tesis Recherches sur l'anatomie comparée des pédicelles floraux et fructifères. Ed. Impr. de J. Durand. 369 pp.
- Pitard, CJM; L Proust. Les Îles Canaries. Description de l'Archipel (Las Islas Canarias. Descripción de Tenerife), 1908. ISBN 978-84-8382-035-3 una imagen del texto Archivado el 12 de octubre de 2008 en Wayback Machine.

- Visions d'Afrique, 1924

- Flore générale de l'Indo-Chine. Tomo III, fascículos 6 -7. 1930

## Honores

### Eponimia
Género
- (Lamiaceae) Pitardia Batt. ex Pit.[1]

Especies
- (Apocynaceae) Ervatamia pitardii (Gagnep.) Kerr[2]

- (Boraginaceae) Cynoglossum pitardianum Greuter & Burdet[3]

- (Caryophyllaceae) Spergularia pitardiana Hy ex Pit.[4]

- (Myrsinaceae) Ardisia pitardii C.M.Hu & J.E.Vidal[5]

- (Rubiaceae) Brachytome pitardii Tirveng.[6]

- La abreviatura «Pit.» se emplea para indicar a Charles-Joseph Marie Pitard-Briau como autoridad en la descripción y clasificación científica de los vegetales.[7]